# Лудвиг II Савойски-Ракониджи
Лудвиг II Савойски-Ракониджи (на италиански: Ludovico II di Savoia-Racconigi; * Торино, Савойско херцогство, † 1536 или сл. 1570, пак там) е господар (сеньор) на Ракониджи и на Панкалиери със Сомарива, временен губернатор на Торино (1536).

## Произход
Лудвиг е син на Бернардин I († 1526), господар (сеньор) на Ракониджи и Милябруна с ½ Панкалиери и Кастелрайнеро, и на съпругата му, генуезката благородничка Йоланта Адорно. По бащина линия той е пряк потомък на клона Савоя-Ахая, както и роднина на могъщия ломбардски род Боромео, а по майчина линия произхожда от двама генуезки дожа от рода Адорно. Има четирима братя:
- Филип († 1581), негов наследник, господар (сеньор) на Ракониджи и Милябруна с ½ Панкалиери и Кастелрайнеро (инвеститура 16 май 1538), граф на Панкалиери (инвеститура 29 ноември 1541)
- Клавдий († сл. 1579 или 1582[2]), граф на Панкалиери и господар на Кавур и Казеле, кавалер на Висшия орден на Светото Благовещение (от 14 август 1568), кавалер на Ордена на Св. Маврикий и Св. Лазар (от 1573), от 1559 г. заема важната длъжност на sommellier du corps на херцог Емануил Филиберт I Савойски;
- Карл, кавалер на Ордена на Св. Маврикий и Св. Лазар (2 февруари 1578)
- Франциск († 1544), свещеник, получава Ораториума на Св. Мария до Пинероло и пенсия от Абатството на Кавур

## Биография
След смъртта на баща си на 25 декември 1526 г. получава управлението на господарството и на замъка в Ракониджи. В същото време става част от Суверенния Малтийски военен орден, но не е ясно дали е станал изповядан рицар или не. Според уеб страницата на Foundation of Medieval Genealogy той е станал такъв през 1570 г.
Докато бушува война между френския крал Франсоа I и Императора на Свещената Римска империя Карл V за наследяване на трона на Монферат (който според древните конвенции би трябвало да принадлежи на Савойския херцог), на 11 февруари 1536 г. армията на крал Франсоа I окупира Савоя и Пиемонт, включително и владенията на Ракониджи. Междувременно савойският херцог Карл II (III) Савойски, след като бяга във Верчели, получава помощта на Миланския херцог, който му праща 2000 души, към които се присъединяват 2000 швейцарски войници и друга помощ от чужбина. С тези сили Савойският херцог успява да завладее Панкалиери и други земи през 1536 г., които обаче скоро попадат в ръцете на французите.
В контекста на тези сблъсъци Лудвиг II остава далеч от семейните земи, защото през същата година е назначен от херцога за Временен губернатор на Торино със задачата да защитава столицата на Савойското херцогство от френските набези. Когато армията на френския крал Франсоа I успява да преодолее защитата и да проникне в града, Лудвиг II изоставя поста си на 25 март 1536 г. и от този момент за него не се знае нищо за него. Според някои е умрял тогава, а според други – след 1570 г.
Управлението на бащините земи премина към по-малкия брат на Лудвиг II – Филип.